# مورتال كومبات (فلم)
مورتال كومبات  (بالإنجليزية: Mortal Kombat) هو فيلم حركة تم إنتاجه في الولايات المتحدة وصدر في سنة 1995. الفيلم من إخراج بول أندرسون من بطولة روبن شو وكرستوفر لامبيرت.

## الميزانية والإيرادات
بلغت تكلفة إنتاج الفيلم حوالي 18 مليون دولار بينما حقق أرباحا تقدر بـ 122,195,920 دولار.

## وصلات خارجية
- مورتال كومبات على موقع IMDb (الإنجليزية)
- مورتال كومبات على موقع ميتاكريتيك (الإنجليزية)
- مورتال كومبات على موقع روتن توميتوز (الإنجليزية)
- مورتال كومبات على موقع نتفليكس (الإنجليزية)
- مورتال كومبات على موقع قاعدة بيانات الأفلام العربية
- مورتال كومبات على موقع ألو سيني (الفرنسية)
- مورتال كومبات على موقع Turner Classic Movies (الإنجليزية)
- مورتال كومبات على موقع أول موفي (الإنجليزية)
- مورتال كومبات على موقع بوكس أوفيس موجو (الإنجليزية)
- مورتال كومبات على موقع فيلمافينيتي (الإسبانية)